# Emilia Smechowski

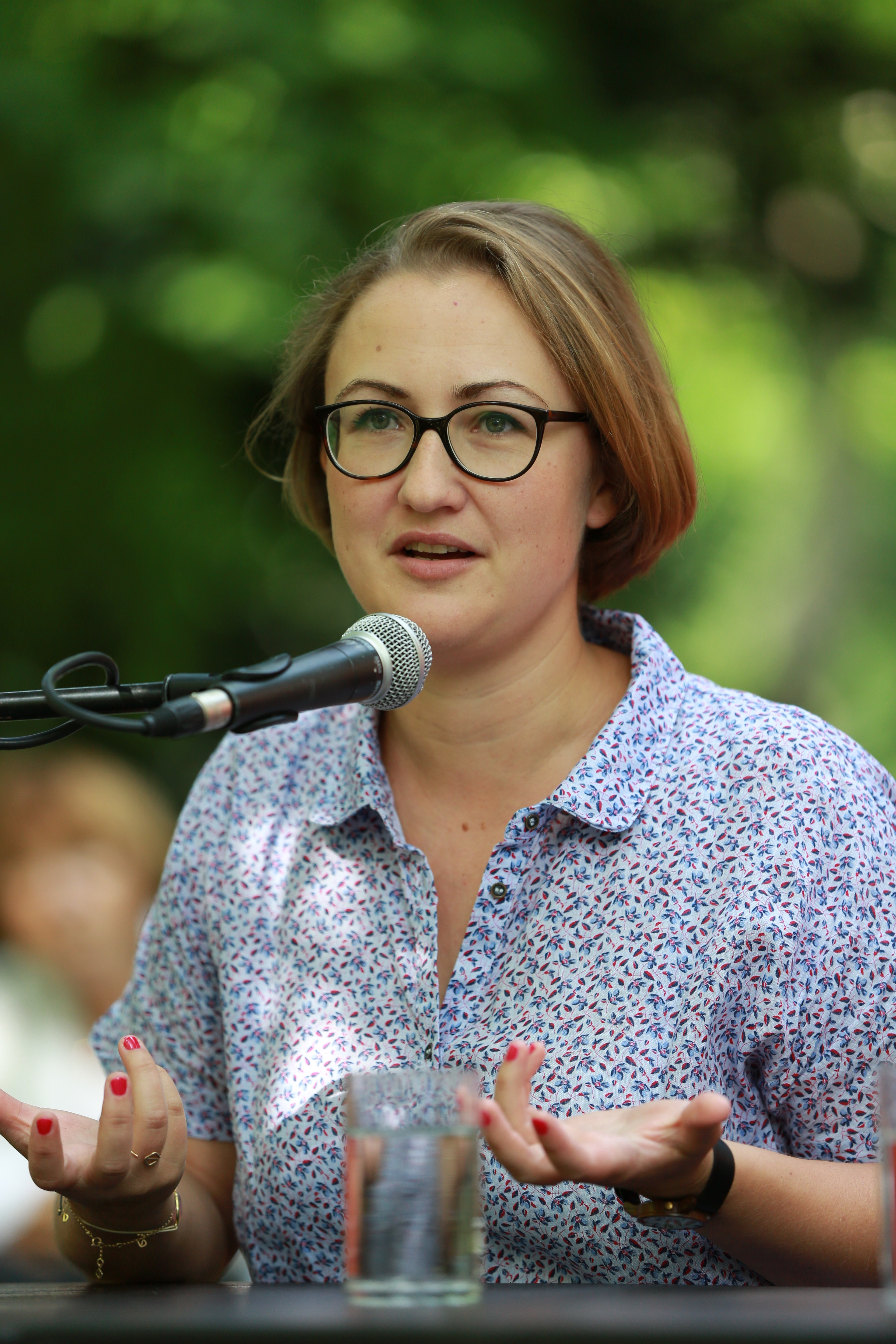
Emilia Smechowski (2017)

Emilia Smechowski (* August 1983 als Emilia Elżbieta Śmiechowska in Wejherowo (Neustadt in Westpreußen), Polen) ist eine polnisch-deutsche Journalistin.

## Leben
Emilia Smechowski emigrierte 1988 mit ihren Eltern aus Wejherowo, einem kleinen Ort in der Nähe von Danzig, nach West-Berlin, wo die Eltern als Anästhesisten Beschäftigung fanden. Die Familie erhielt die deutsche Staatsbürgerschaft. Smechowski studierte Operngesang an der Hochschule für Musik Hanns Eisler Berlin (ohne Abschluss) und anschließend Romanistik an der Humboldt-Universität zu Berlin (Bachelor of Arts).
Zunächst arbeitete Smechowski als Redakteurin bei der Tageszeitung (taz) und seither als freie Autorin und Reporterin. Für die Arbeit an ihrem 2019 erschienenen Buch Rückkehr nach Polen zog Smechowski mit ihrer Tochter für ein Jahr nach Danzig. Mittlerweile lebt und arbeitet sie wieder in Berlin. Im April 2020 kam sie als Redakteurin zum Zeitmagazin und wurde im Dezember desselben Jahres dessen stellvertretende Chefredakteurin. Seit April 2023 ist sie mit Sascha Chaimowicz Co-Chefredakteurin des Zeitmagazins.

## Auszeichnungen
2015 wurde sie mit dem Deutschen Reporterpreis und 2016 mit dem Konrad-Duden-Journalistenpreis sowie dem Deutsch-Polnischen Tadeusz-Mazowiecki-Journalistenpreis ausgezeichnet. 2017 erhielt sie erneut den Deutschen Reporterpreis.

## Werke
- Wir Strebermigranten. Carl Hanser, München 2017, ISBN 978-3-446-25683-5
  - polnische Übersetzung von Bartosz Nowacki: My, super imigranci. Reportaż. Prószyński i S-ka, Warszawa 2018, ISBN 978-83-8123-369-9.
- Rückkehr nach Polen. Hanser, Berlin 2019, ISBN 978-3-446-26418-2